# Герб Зубриці
Герб Зубриці — офіційний символ села Зубриця, Дрогобицького району Львівської області, затверджений 4 лютого 2008 р. рішенням сесії Головської сільської ради. Герб є промовистим.
Автор — А. Гречило (на основі стародавнього гербу). 2023 року було знайдено 150-річний вирізьблений з дерева герб села.

## Опис герба
Щит розтятий на зелене та синє поля, у кожному з яких по золотій голові зубра, повернутій одна до одної, у відділеній ламано золотій главі червоне 16-променеве сонце з обличчям.

## Значення символів
Голови зубрів підкреслюють назву поселення. Синє поле означає місцеві водні ресурси, зелене  — багаті ліси. Золото уособлює сільське господарство, щедрість і добробут.